# Scar Peak
Der Scar Peak ist ein 1882 m hoher Berg im ostantarktischen Viktorialand. An der Nordseite des Taylor Valley ragt er unmittelbar östlich des Lacroix-Gletschers auf.
Das New Zealand Geographic Board benannte ihn 1998 nach dem Akronym für das Scientific Committee on Antarctic Research (SCAR).